# 坎培拉輕軌
坎培拉輕軌（英語：Canberra Metro）是澳洲坎培拉的輕軌系統，現時系統設有一條路線，全長12公里，連接岡加林鎮中心和坎培拉市中心（Civic），共14個車站。路線於2019年4月20日啟用。